# Lac de la Mer Bleue
Pour les articles homonymes, voir La Mer Bleue.
Le lac de la Mer Bleue est un plan d'eau douce dans la municipalité de Cayamant, dans la municipalité régionale de comté (MRC) La Vallée-de-la-Gatineau, dans la région administrative de l'Outaouais, au Québec, au Canada.
Ce lac est situé entièrement en zone forestière. La villégiature s’est développée au Sud-Est du lac. Ce plan d’eau est généralement gelé de la mi-novembre à la mi-avril, néanmoins la période de circulation sécuritaire sur la glace est généralement de la mi-décembre à la fin mars.
Le « lac de la Mer Bleue » est situé au Sud-Est du territoire de la Zec Bras-Coupé–Désert. La partie Nord du lac est desservie par le chemin du Black Rollway la partie Sud, par le chemin de la Mer Bleue.

## Géographie
Les bassins versants voisin du lac De la Mer Bleue sont :
- côté Nord : rivière de l'Aigle, Lac Mary, Lac à la Tortue ;
- côté Est : Lac long, Lac Blue Sea ;
- côté Sud : Lac Lacroix, lac Cayamant ;
- côté Ouest : rivière au Hibou, rivière de l'Aigle.

D’une longueur de 5,8 km et d’une largeur de 2,0 km, le « lac de la Mer Bleue » est plutôt difforme, comportant sur la rive Est la baie de Baptiste et baie du Lac à Pierre. Il comporte aussi la Pointe à Grace (côté Ouest), la Pointe Sèche (côté Est).
Le « lac de la Mer Bleue » se décharge au Sud-Est dans le lac Lacroix, grâce à un petit détroit (partie Sud-Est du lac) enjambé par un pont routier. De là, le courant traverse vers l’Est en partie le lac Lacroix, puis bifurque vers le Sud en traversant le Lac de l’Aigle, et emprunte le cours de la rivière de l'Aigle. Cette dernière forme un grand U pour continuer son cours vers le Nord, puis le Nord-Est, et se déverse dans la rivière Désert, un affluent de la rivière Gatineau.

## Toponymie
L’ancienne graphie de cet hydronyme était « Lac Mer Bleue ».
L'hydronyme "lac de la Mer Bleue" a été officialisé le 9 juin 1988 à la Banque des noms de lieux de la Commission de toponymie du Québec, soit à sa création.